# Korfusundet

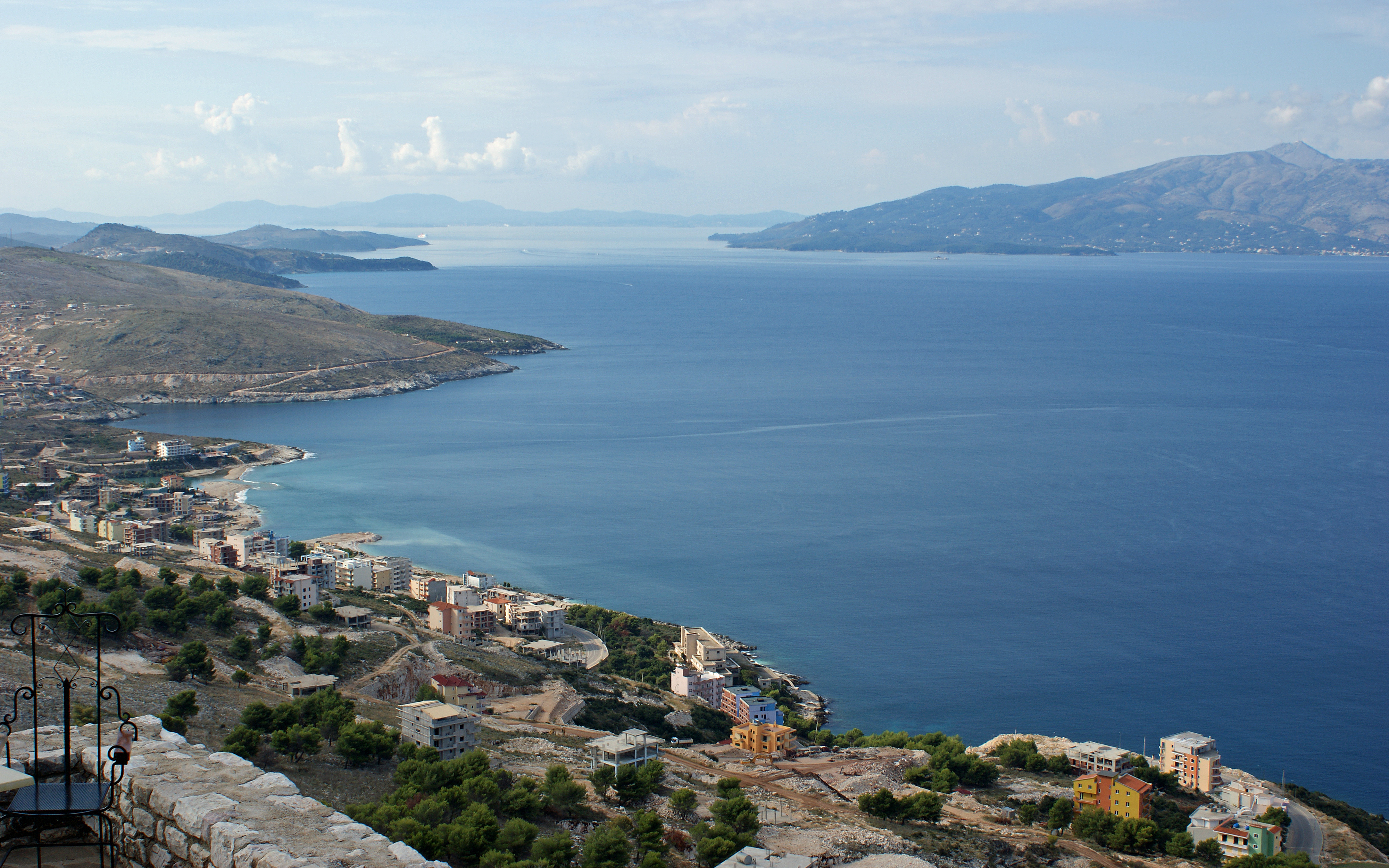
Korfusundet från Saranda.

Karta över sundet. Den streckade linjen markerar gränsen mellan Albanien och Grekland.

Korfusundet eller Korfukanalen (grekiska: Πορθμός της Κέρκυρας, albanska: Kanali i Korfuzit) är ett smalt sund mellan norra delen av den grekiska ön Korfu i väster och det albanska fastlandet i öster. Sundet förbinder Adriatiska havet i norr med Joniska havet i söder och används för lokal sjötransport till hamnarna i Saranda och Igoumenitsa, liksom för lokal turisttrafik i Albanien och från det grekiska fastlandet till Korfu och internationell trafik till och från Adriatiska havet. Vid det smalaste stället är sundet endast cirka 2050 meter brett.